# Ida Buse
Ida Buse (* 1850; † Januar 1929) war eine Kinderdarstellerin und Theaterschauspielerin.

## Leben
Buse wurde schon als zwölfjähriges Kind in Mainz und Bamberg in Kinderrollen verwendet, bis sie am Stadttheater in Würzburg ihre Laufbahn als Schauspielerin begann. Sie war dann in Innsbruck, Bamberg, am Thalia-Theater in Hamburg engagiert, trat dann in den Verband des Hoftheaters in Weimar, wo sie unter Franz von Dingelstedts Leitung im Fach der Soubretten geradezu hervorragendes leistete, sich durch Fleiß, Gewissenhaftigkeit und Talent auszeichnete und sich rasch die Gunst des Publikums sicherte. 
Am 12. März 1867 kam Buse zu einem Gastspiel an das Stadttheater in Leipzig, wo das junge talentierte Mädchen sowohl als „Lorle“ in Dorf und Stadt wie auch als „Frinke“ in Flotter Bursche, wie nicht minder als „Rosalie Feldberg“, als „Leichte Person“ stürmische Erfolge erzeitle. Auf Grund dieses ganz besonders glücklich absolvierten Gastspiels wurde die Künstlerin noch im selben Jahr für Leipzig verpflichtet. Sie war daselbst sowohl im alten wie im neuen Hause der Liebling des Publikums, das nur ungerne die Künstlerin 1869 an das Landestheater in Prag abgab. Sie fühlte sich auch daselbst in künstlerischer Hinsicht nicht wohl und nahm 1870 einen Antrag ans Hoftheater in Stuttgart an. 
1872 verließ sie auch diesen Wirkungskreis und wurde Mitglied des Hoftheaters in Kassel, wo sie neun Jahre ihre Kunst zur größten Zufriedenheit aller beteiligten Kreise ausübte. 1881 trat sie in den Verband des Wiesbadener Hoftheaters und dort vollzog sich der Übergang ins Rollenfach der komischen Alten. 
Es glückte ihr auch in diesem Rollenkreis sich beliebt zu machen und als ihr 1882 Direktor Eugen Staegemann ein Engagement ans Stadttheater in Leipzig bot, schlug sie mit Freuden ein und kehrte gerne an die Stätte ihrer ersten Erfolge zurück. Die Leipziger nahmen sie mit offenen Armen auf, und so wie sie einst als muntere fesche Soubrette, so erntete sie jetzt, als vortreffliche Repräsentantin im Fache der Mütter und Alten, bei jeder nur möglichen Gelegenheit, stürmischen Beifall. 
Am 12. März 1891 feierte sie in Leipzig die Wiederkehr desjenigen Tages, an dem sie vor 25 Jahren zum ersten Mal die Bühne dieses Kunstinstitutes betreten hatte. An ihrem Ehrentag spielte sie „Ulrike“ in Zärtliche Verwandte, und Ehrenbezeugungen aller Art bewiesen ihr aufs neue, wie unerschütterlich sie noch in der Gunst des Publikums stehe. 
Ihr weiterer beruflicher Lebensweg ist unbekannt.